# Famille Audemard d'Alançon
La famille Audemard d'Alançon, anciennement Audemard, est une famille de la bourgeoisie française originaire du Gard, puis installée  en Avignon. Frédéric Audemard (1824-1897) est autorisé à relever le nom de sa mère, d’Alançon, en 1883.
Au cours des XIXe et XXe siècles, plusieurs de ses membres ont fait carrière dans l’armée ; elle donna notamment un contrôleur général des armées et deux généraux de brigade. Plusieurs de ses membres ont été décorés de la Légion d'honneur (de chevalier à grand-croix) depuis le XIXe siècle, dont trois générations successives.

## Nom de famille
Audemar/Audemard est un nom de famille méridional issu du nom de personne germanique Aldemar et équivalent du nom français Omer.

## Histoire
Selon une notice parue dans L'Intermédiaire des chercheurs et curieux (1986), la famille Audemard d'Alançon est issue de Louis Audemard (1742-1799), originaire de Roquemaure dans le Gard, modeste artisan charron qui exerçait son activité dans la rue Carreterie à Avignon et épousa le 15 mars 1772 dans l’église paroissiale Saint-Symphorien Jeanne Cartier, fille d’un autre charron et en eut trois enfants qui lui survécurent, dont Jean Audemard, né le 6 février 1789, baptisé le lendemain à l’église Saint-Pierre d'Avignon, médecin à Avignon, marié vers 1820 à Marie Philippine Nina d’Alançon, fille de Frédéric François Philippe d’Alançon, dit de Fazende, homme de loi de Valréas, et de Marie Charpenel.
Jean Audemard (1789-1882), médecin en Avignon, marié en 1821 à Nina d'Alançon, unique héritière de sa famille,, fut le père de Jean Louis Antoine Frédéric Audemard (1824-1897), contrôleur général des armées de première classe, qui fut autorisé par décret du 11 septembre 1883 à joindre régulièrement à son nom celui de « d'Alançon ».
Frédéric Audemard d'Alançon (1824-1897), polytechnicien et contrôleur général des armées eut un seul fils, Éric qui épousa Hélène Saska, la fille du général Charles Saski. Ils eurent neuf enfants.
En 1904, Gustave Chaix d'Est-Ange qualifie cette famille de haute bourgeoisie et écrit : « On trouve que Jean Audemard, père, ci-devant marchand drapier à Nîmes, et Guillaume Audemard, conseiller du roi, maire du lieu de Clavensac, firent enregistrer leur blason à l'Armorial général de 1696 (Nîmes). Le premier portait D'azur à une corbeille d'or garnie de fleurs de sinople et de rosés de gueules. Le second portait De gueules à une rose d'argent, grenée d'or au chef cousu d'azur chargé de trois cloches d'or. On ignore si la famille Audemard d'Alançon a des rapports de parenté avec ces personnages. »
Une branche se fixe dans l'Allier avec Pierre Audemard d’Alançon (1916-1986), qui s’installe pendant la période 1939-1945 en tant qu’agriculteur dans le village de Broût-Vernet. Il est décrit comme  une « forte personnalité locale, élu de Broût-Vernet pendant vingt-six ans, maire durant dix-huit ans (1953-1971), défenseur de la ruralité, fortement engagé dans le social en milieu rural, dans les mutuelles agricoles ».
La famille Audemard d'Alançon a été admise à l'Association des anciens honneurs héréditaires.

## Personnalités notables
- Frédéric Audemard d'Alançon, polytechnicien, contrôleur général des armées
- Philippe Audemard d’Alançon, religieux franciscain[11]
- Marcel Éric Audemard d'Alançon, lieutenant-colonel, chef de cabinet du Général Nivelle.
- Robert Audemard d'Alançon, général de brigade français.
- Marcel Audemard d'Alançon, lieutenant, mort pour la France. Son nom a été donné à une promotion de l'École de l'air.
- Véronique Mourousi, née Audemard d'Alançon, journaliste et épouse de Yves Mourousi.
- Vianney Audemard d'Alançon, dirigeant d'entreprise et créateur du Rocher Mistral
- Alain Audemard d’Alançon, général de brigade français[12]
- Éric Audemard d’Alançon, officier dans la 2e DB. Participe à la libération de la France durant la Seconde Guerre mondiale.
- Pierre Audemard d’Alançon (1916-1986), personnalité de l'Allier[13]

## Liens de filiation entre les personnalités notoires
- Jean Louis Antoine Frédéric Audemard d'Alançon (1824-1897), contrôleur général des armées épouse Jeanne Tixier.
  - Éric Audemard d'Alançon  (1874-1917), lieutenant-colonel , épouse Hélène Saska (1880-1972) fille du général Charles Saski. De ce mariage, naissent sept enfants[14].
    - Éric Audemard d'Alançon (1906-2001), colonel de cavalerie. Il épouse Jacqueline Razsovich (1911-1936), fille de Marcel Razsovich, banquier, et de Marie Worms ; de ce mariage naissent quatre enfants. Veuf, il épouse en secondes noces Gisèle Razsovich (1919-2017), sœur de la précédente; de ce mariage, naissent treize enfants[15].
      - (1) Alain Audemard d'Alançon (1932), général de brigade. Il épouse Joëlle Lorenchet de Montjamont[15].
      - (2) Véronique Audemard d'Alançon (1961-1992), journaliste. Elle épouse Yves Mourousi (1942-1998), journaliste et présentateur de télévision[15].
      - (2) Jean Audemard d'Alançon, capitaine, épouse Marie Madeleine Lestra.
        - Vianney Audemard d'Alançon (1986), entrepreneur dans la culture. Propriétaire de la forteresse de Saint-Vidal et du château de La Barben.
        - Sophie Mourousi (1986), actrice.

  - Robert Audemard d'Alançon (1909-2010), général de brigade épouse Madeleine Didierjean. De ce mariage naissent neuf enfants[14].
  - Marcel Audemard d’Alançon (1914-1940), lieutenant-pilote de chasse. Il épouse Eliane Bouffet.
  - Pierre Audemard d'Alançon (1916-1986), ESSEC (1938), administrateur de la Caisse centrale des Mutuelles agricoles, président de la Mutualité sociale agricole de l'Allier, membre de la CODER Auvergne, maire de Broût-Vernet (Allier), chevalier de la Légion d'honneur. Il épouse Eliane Bouffet.

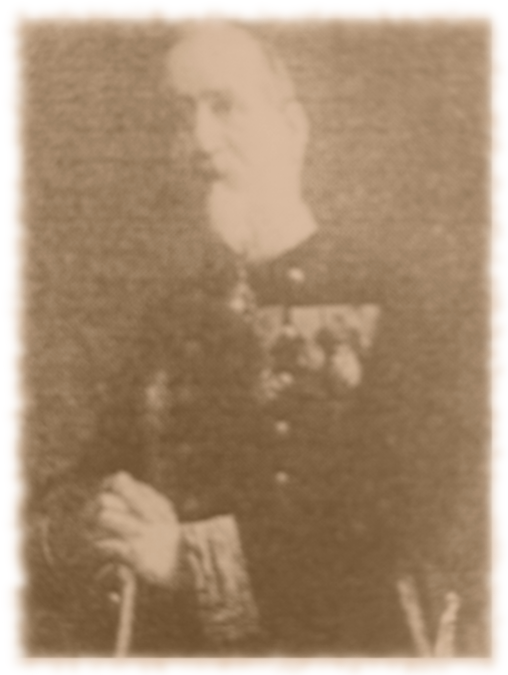
Jean-Louis-Antoine-Frédéric Audemard d'Alançon (1824-1897).
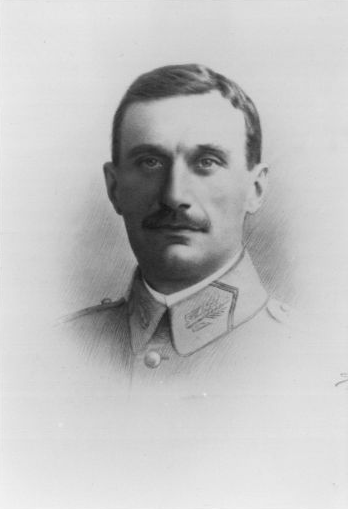
Éric Audemard d'Alançon (1874-1917).
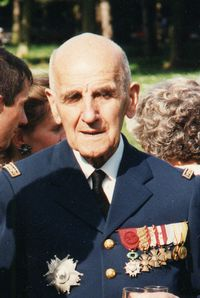
Robert Audemard d'Alançon (1909-2010).
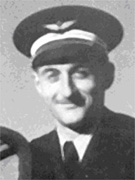
Marcel Audemard d’Alançon (1914-1940).
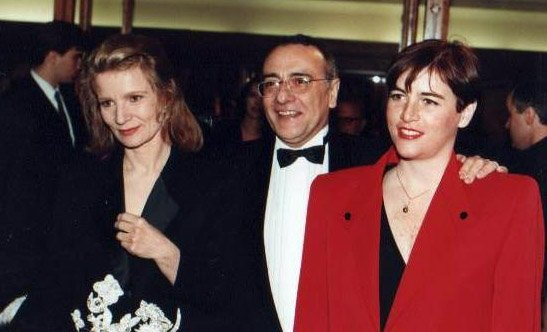
Véronique Audemard d'Alançon (1961-1992) épouse Yves Mourousi, à droite, en compagnie de son époux et de Nicole Garcia, à la cérémonie des César du cinéma de 1991.
Vianney Audemard d'Alançon.

## Propriétés
- Marmagne, Broût-Vernet (depuis le XIXe siècle)[16]
- Forteresse de Saint-Vidal (2016)[17]
- Château de La Barben (2019)[18]
- Manoir de La Cour du Bosc à Pierrefitte en Auge[19]

## Postérité
- La promotion Lieutenant Audemard d'Alançon de l'École de l'air en 1966 rend hommage à Marcel Audemard d'Alançon[20].
- La pale de l'hélice de l'avion du lieutenant Audemard d'Alançon a été remise par son fils Henri à l'École de l'air et de l'espace à Salon-de-Provence avec les honneurs de la patrouille de France le 23 juin 2022[21],[22].
- La commune de La Wantzenau a nommé une rue du h« faubourg du Capitaine d'Alançon », à la suite de la libération de cette banlieue de Strasbourg par  Robert Audemard d'Alançon.
- La commune Broût-Vernet possède une salle municipale nommée salle « Pierre Audemard d'Alançon » du nom d’un ancien maire de ce village bourbonnais.
- Deux vitraux de l'église de Broût-Vernet ont été offerts par la famille Audemard d'Alançon l’un figurant le baptême du Christ par Jean-Baptiste, offert en 1877, probablement à l’occasion de l’inauguration de la nouvelle maison de Marmagne, le second représentant Sainte Hélène avec la croix du Christ, offert en 1922 pour la prise d’habit d’Hélène Audemard d’Alançon dans la congrégation des Dames de la Croix[23].

## Alliances
Les principales alliances de la famille Audemard d'Alançon sont : 
Cartier (1772), d'Alançon (1821), Tixier (1862), Saski (1901), Crépin-Leblond (1929), Razsovich (1931), Le Pargneux, Babinet, Lacombe, de Villiers, Lefebvre, Bernard de Courville , Bazaille, d'Ornant, Didierjean (1934), Lestra, Mourousi (1985), de Braquilanges, de Chabot-Tramecourt, Lorenchet de Montjamont, d'Aboville, de Froissard de Broissia, d'Avout d'Auerstaedt, d'Ussel, de Curière de Castelnau, du Bellay de Baupuy, Bes de Berc, de Boishébert, de Braquilanges, etc.